# 圣马蒂纽-杜佩苏
圣马蒂纽-杜佩苏是葡萄牙布拉干萨区的一个堂区。总面积52.01平方公里，总人口441人，人口密度8.5人/平方公里。